# Kontiguität (Informationstechnik)
Kontiguität bezeichnet die Umgebung einer Entität, in der weitere Identitäten logisch bestimmt oder z. B. funktechnisch detektiert (entdeckt) werden, wobei die Beziehung mit einer speziellen Metrik belegt wird.
Häufig wird in technischen Lösungen  diese Beziehung durch einen räumlichen Abstand definiert, wobei jedoch die absoluten Koordinaten der Entitäten nicht bedeutsam sind. Ein Verfahren der technischen Unterstützung solcher Beziehungsmetrik wird als unscharfe Lokalisierung (engl. „fuzzy locating“) bezeichnet. Dieser Ansatz ist hilfreich, um die mentalen Hemmnisse und legalen Beschränkungen bei Einsatz einer Personensuche oder bereits bei Verwendung von persönlichen Kennzeichen zu überwinden.
Grundlage der Verwendung einer Beziehung zwischen Entitäten in Kontiguität ist die Beziehungskoordination (engl. relational coordination nach Jody Hoffer Gittell).